# Megarhyssa
Megarhyssa ist eine Gattung aus der Unterfamilie Rhyssinae innerhalb der Familie der Schlupfwespen (Ichneumonidae).

## Merkmale
Die Schlupfwespen der Gattung Megarhyssa gehören zu den größten überhaupt. Die Männchen erreichen Körperlängen von 38 mm, die Weibchen bis zu 75 mm. Des Weiteren besitzen die Weibchen einen sehr langen Legestachel (Ovipositor) mit Längen bis zu 130 mm. Die Schlupfwespen sind meist gelb, rot oder schwarz gefärbt. Die häufig verdunkelten Vorderflügel weisen ein charakteristisches dreiseitiges geschlossenes Areolet auf.

## Verbreitung
Die Gattung ist weltweit vertreten. Es sind mindestens 37 Arten bekannt. Der Verbreitungsschwerpunkt liegt in der Orientalis mit 17 Arten und in der Paläarktis mit 13 Arten. In der Nearktis ist die Gattung mit 4 Arten, in der Afrotropis mit einer Art vertreten. In Europa kommen 4 Arten vor.

## Lebensweise
Die Schlupfwespen sind idiobionte Ektoparasitoide. Es werden hauptsächlich holzbewohnende Insektenlarven parasitiert. Zu den bekannten Wirten gehören Holzwespen (Siricidae), Schwertwespen (Xiphydriidae), Zahnspinner (Notodontidae) und Pfauenspinner (Saturniidae) sowie Bockkäfer (Cerambycidae). Die einzelnen Schlupfwespenarten sind sehr wirtsspezifisch, wobei offenbar mehrere Schlupfwespenarten auf dieselbe Wirtsart spezialisiert sind.

## Arten
- Megarhyssa arisana – Taiwan
- Megarhyssa atomistica – China
- Megarhyssa atrata – Nordamerika
- Megarhyssa aurantia – Orientalis
- Megarhyssa babaulti – Kongo[2]
- Megarhyssa belluliflava – China
- Megarhyssa bicolor – Philippinen
- Megarhyssa bonbonsana – Taiwan
- Megarhyssa cultrimacularis – China
- Megarhyssa fulvipennis – Orientalis
- Megarhyssa gloriosa – Japan
- Megarhyssa gratiosa – Mexiko
- Megarhyssa greenei – Nordamerika
- Megarhyssa hainanensis – China
- Megarhyssa indica – Orientalis
- Megarhyssa insulana – Orientalis
- Megarhyssa jezoensis – Japan
- Megarhyssa laniaria – Ambon (Molukken)
- Megarhyssa lenticula – Orientalis
- Megarhyssa longitubula – China
- Megarhyssa macrurus – südliche USA, Mexiko
- Megarhyssa middenensis – Orientalis
- Megarhyssa mirabilis – Sarawak (Borneo)
- Megarhyssa nortoni – Nordamerika
- Megarhyssa obtusa – Orientalis
- Megarhyssa perlata – Europa
- Megarhyssa praecellens – Japan
- Megarhyssa rixator – Europa, Ferner Osten Russlands, Hokkaido (Japan)[4]
- Megarhyssa rotundamacula – China
- Megarhyssa strimacula – China
- Megarhyssa superba – Europa, Hokkaido (Japan)[4]
- Megarhyssa taiwana – Taiwan
- Megarhyssa vagatoria – Europa
- Megarhyssa verae – Mexiko
- Megarhyssa weixiensis – China
- Megarhyssa wugongensis – China

## Bilder

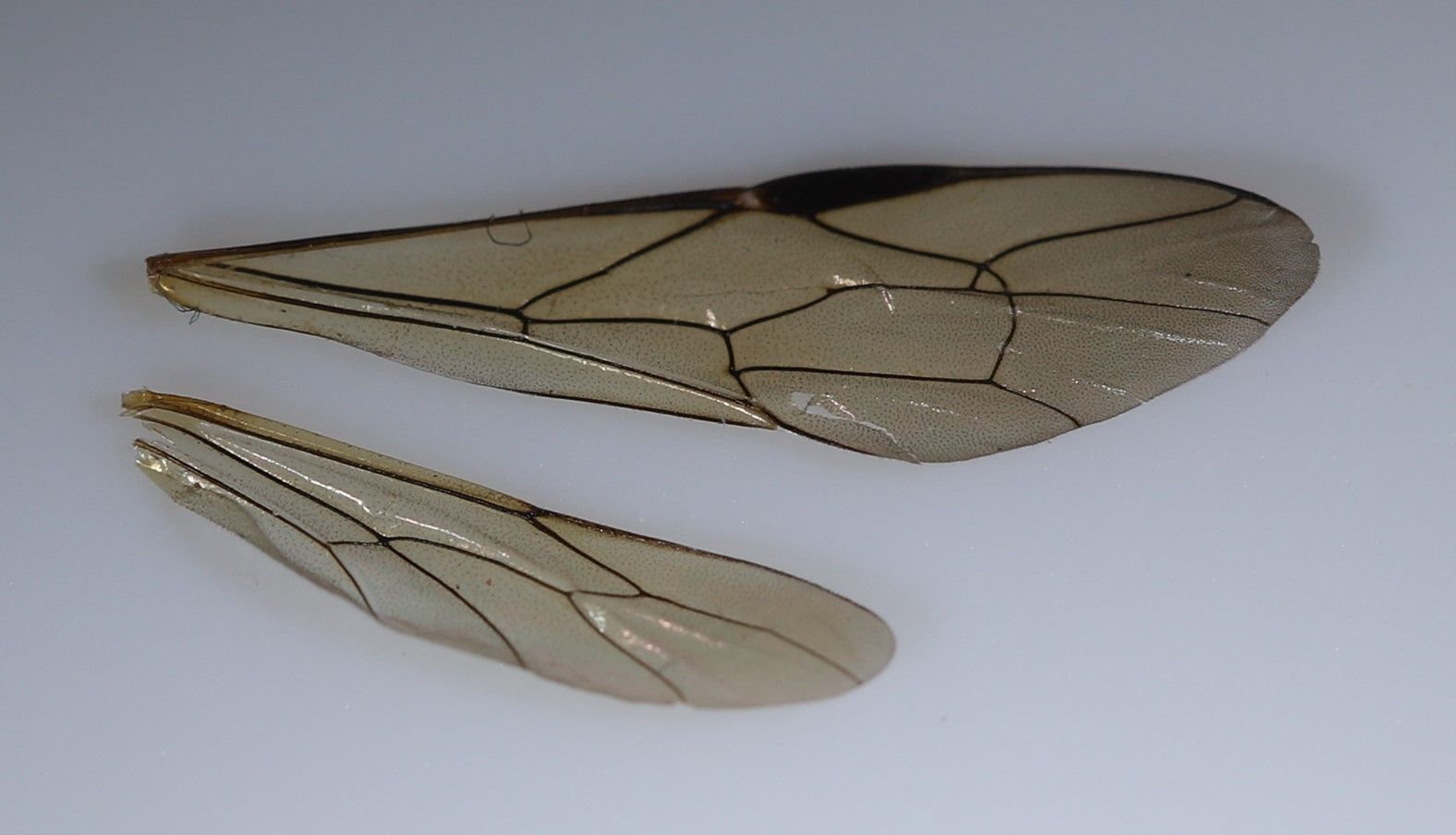
Flügel von Megarhyssa rixator ♂
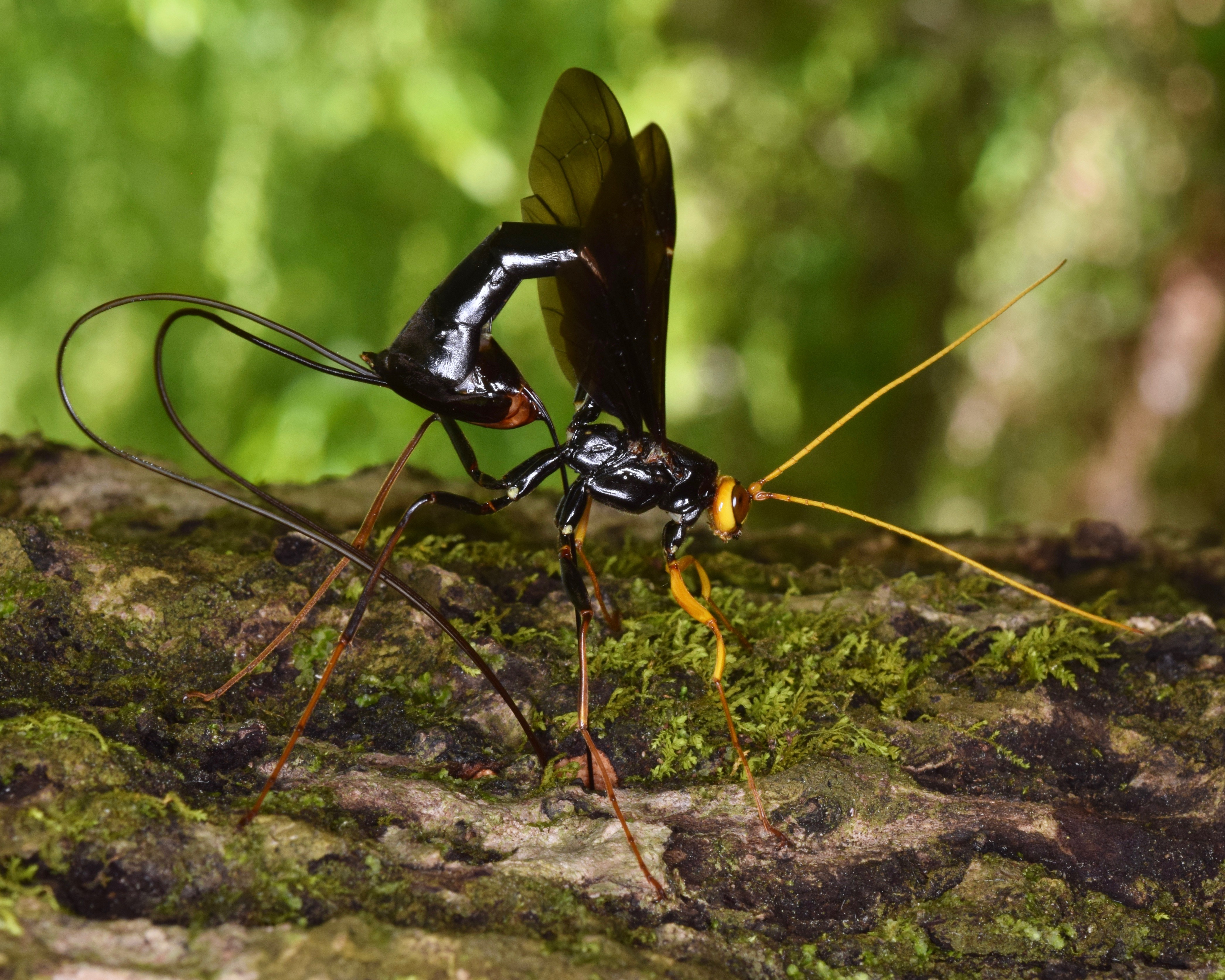
Megarhyssa atrata ♀
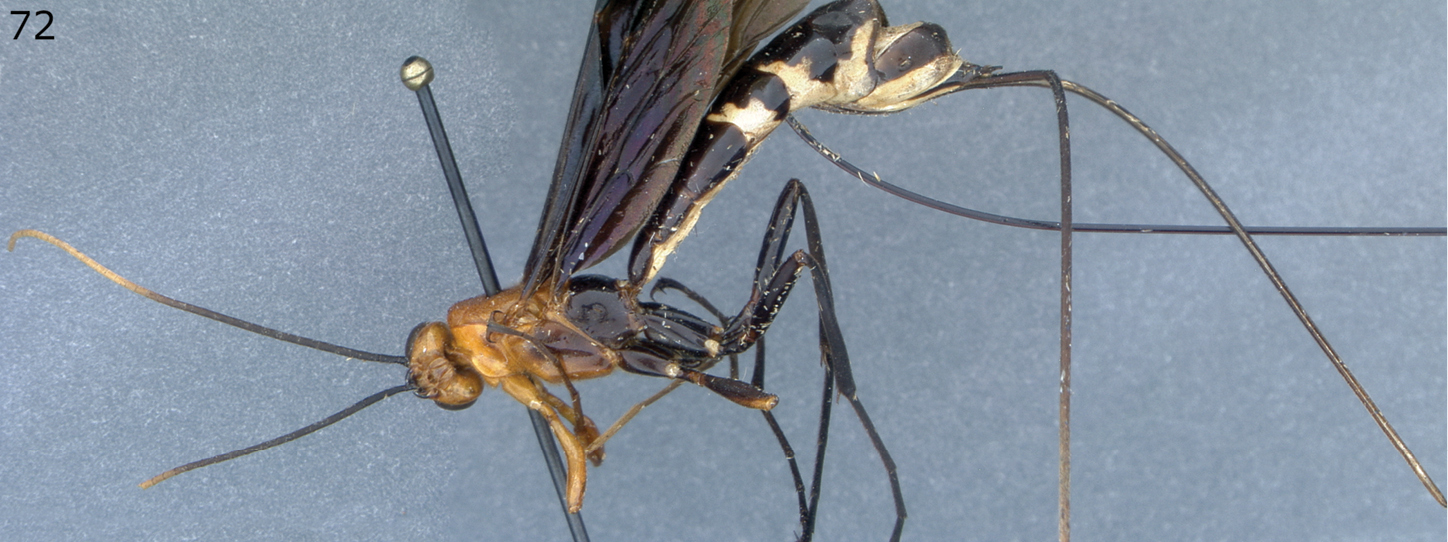
Megarhyssa babaulti ♀
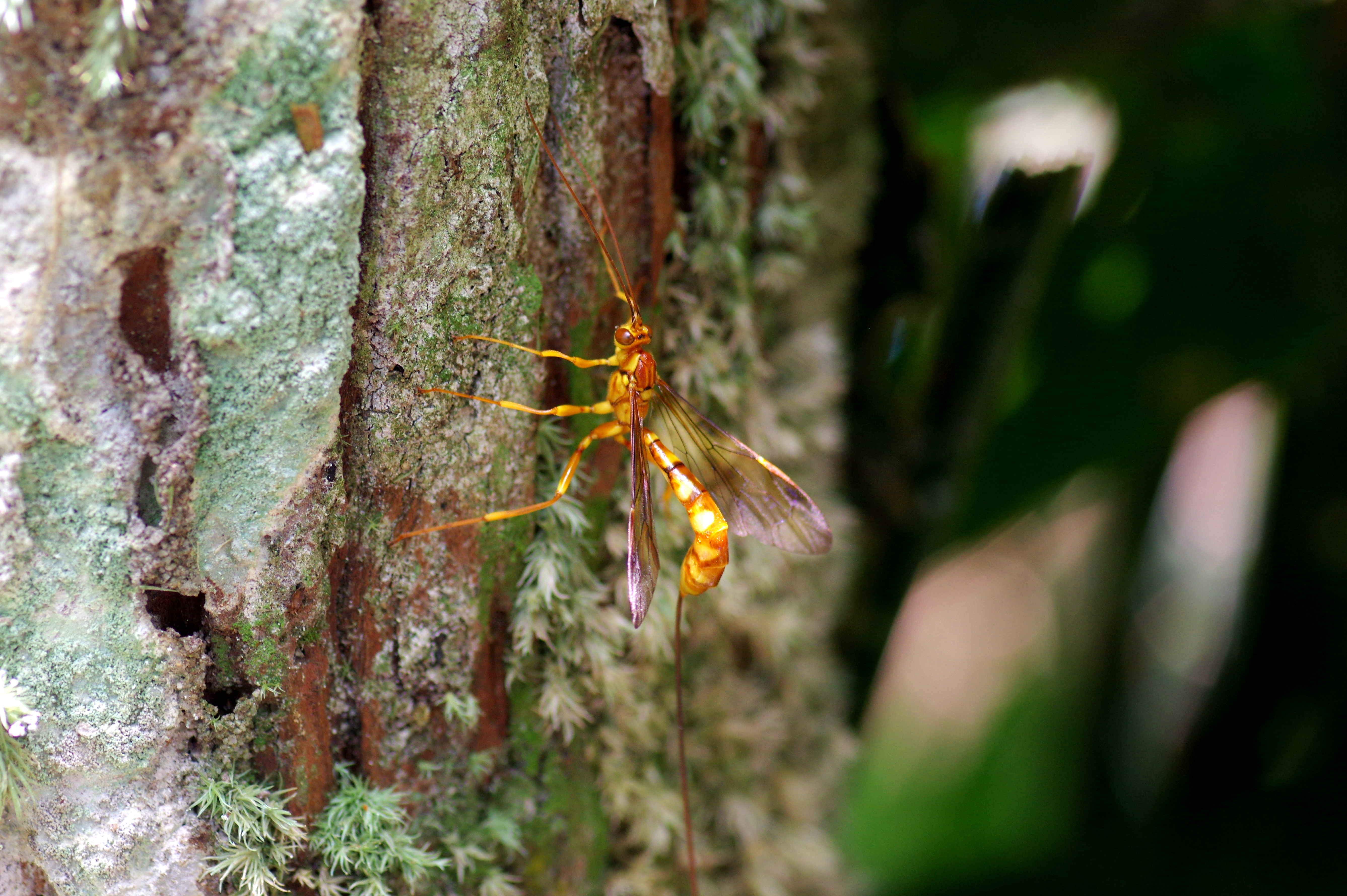
Megarhyssa gloriosa ♀
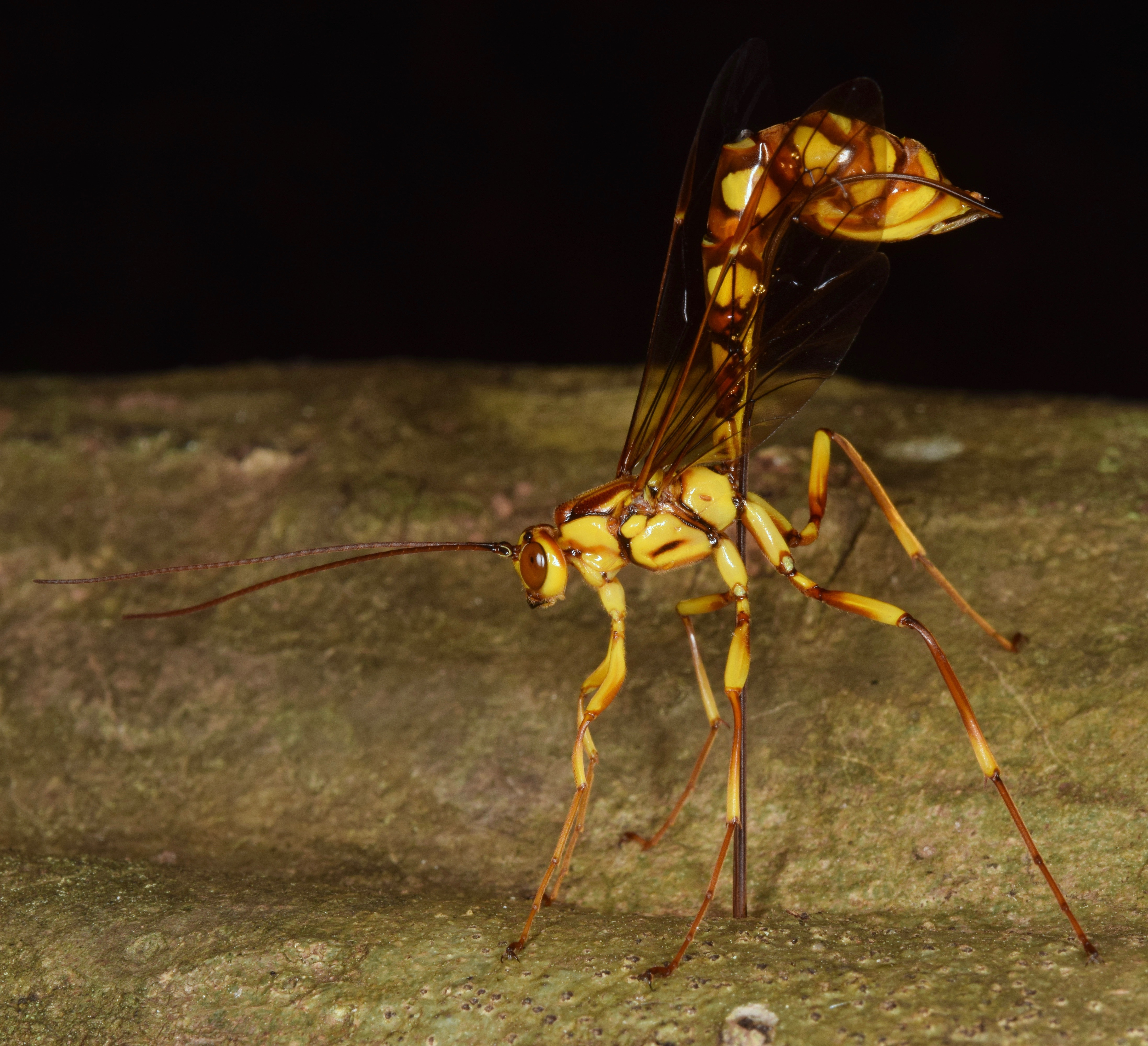
Megarhyssa greenei ♀
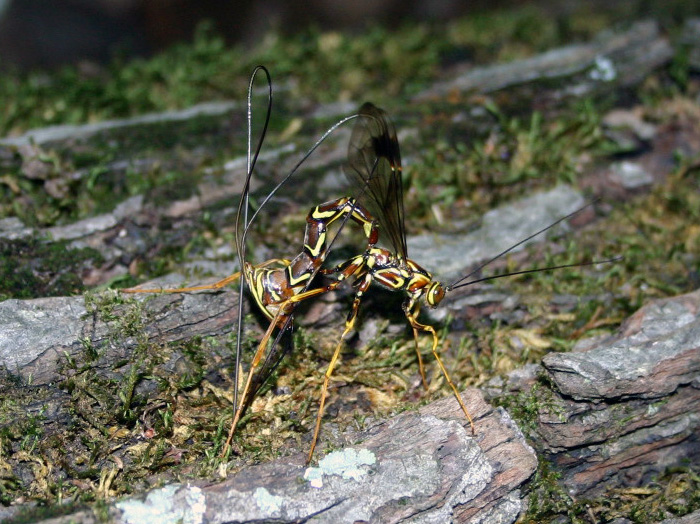
Megarhyssa macrurus macrurus ♀
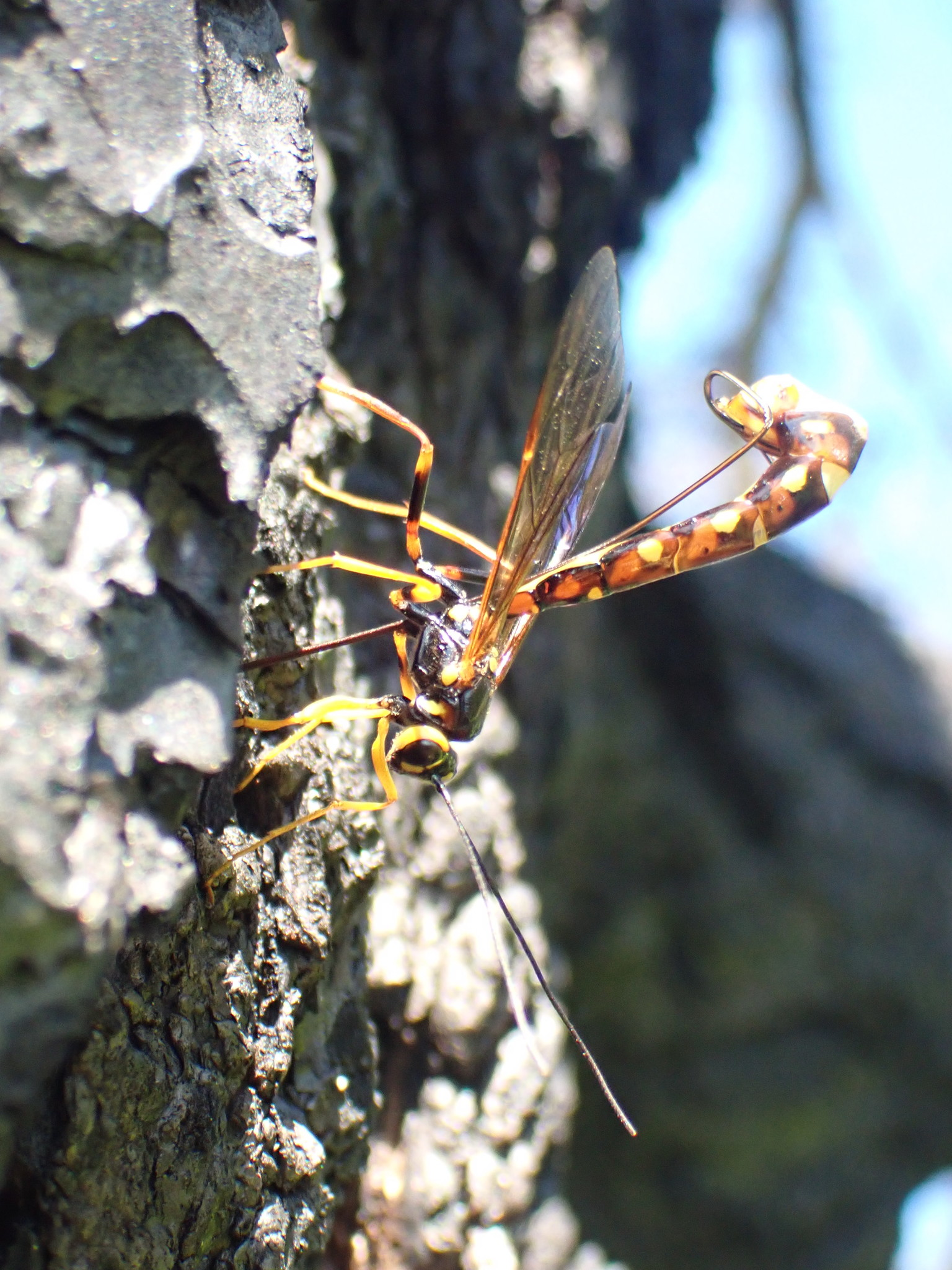
Megarhyssa nortoni nortoni ♀
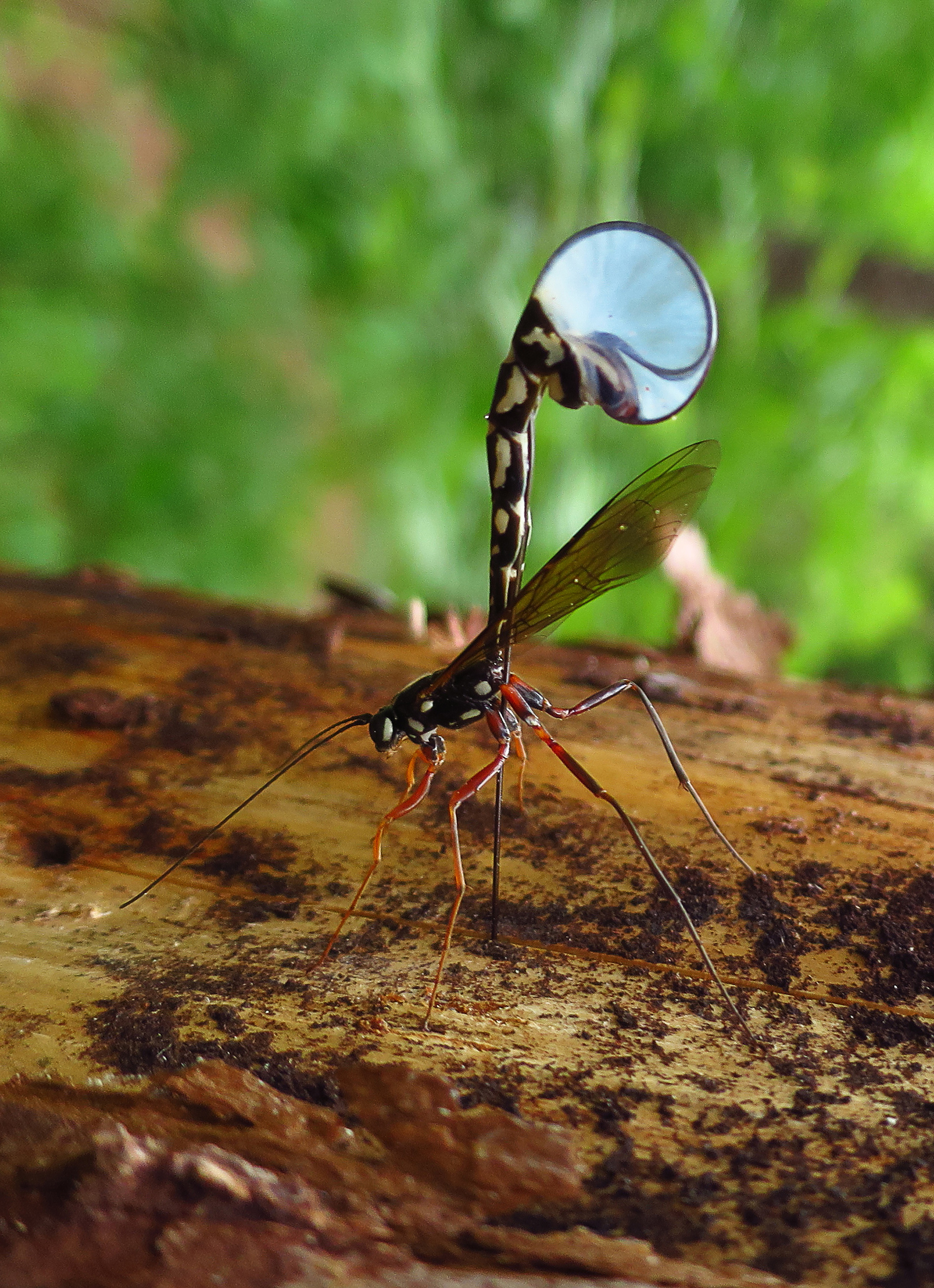
Megarhyssa perlata ♀
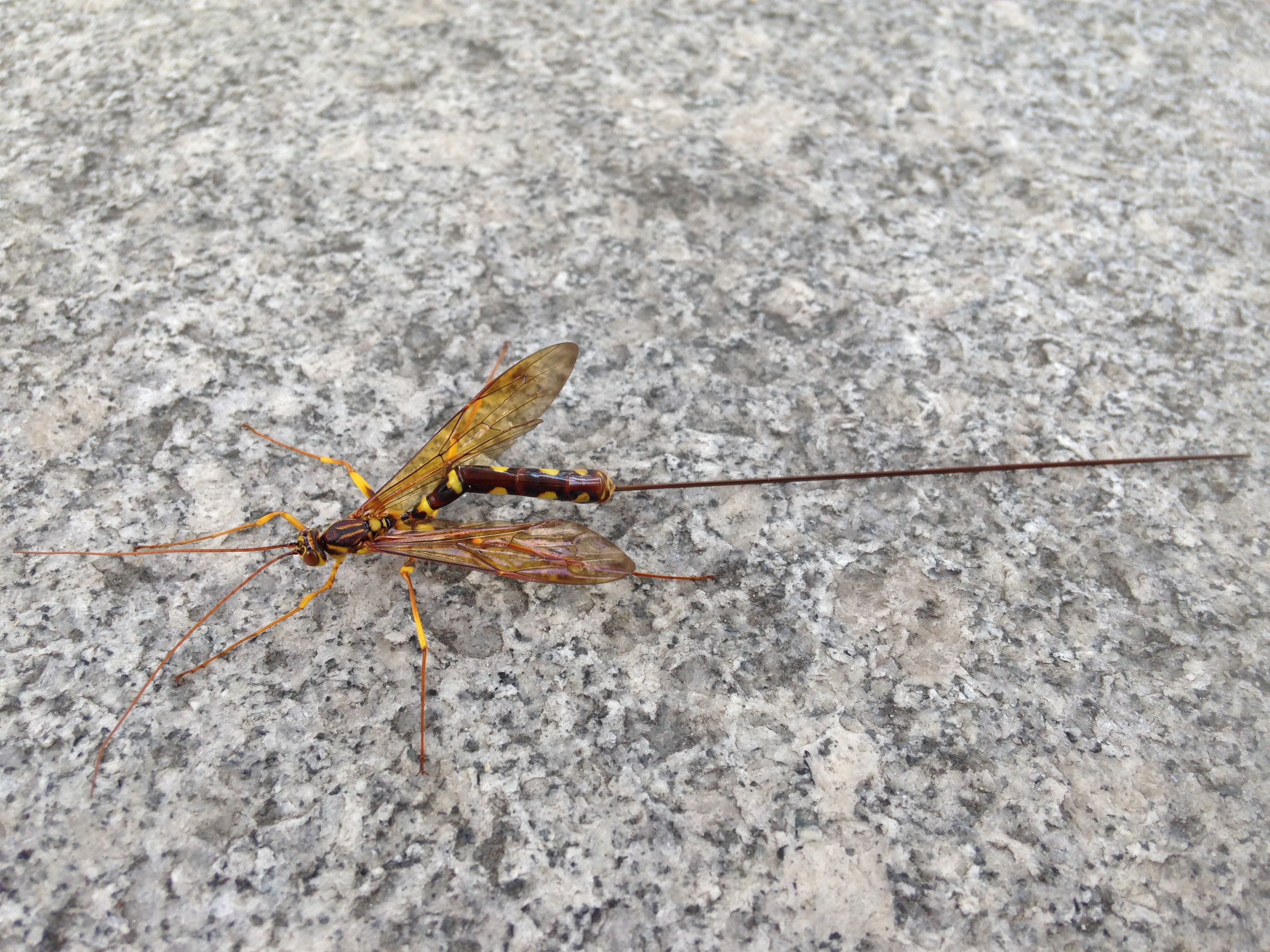
Megarhyssa praecellens ♀
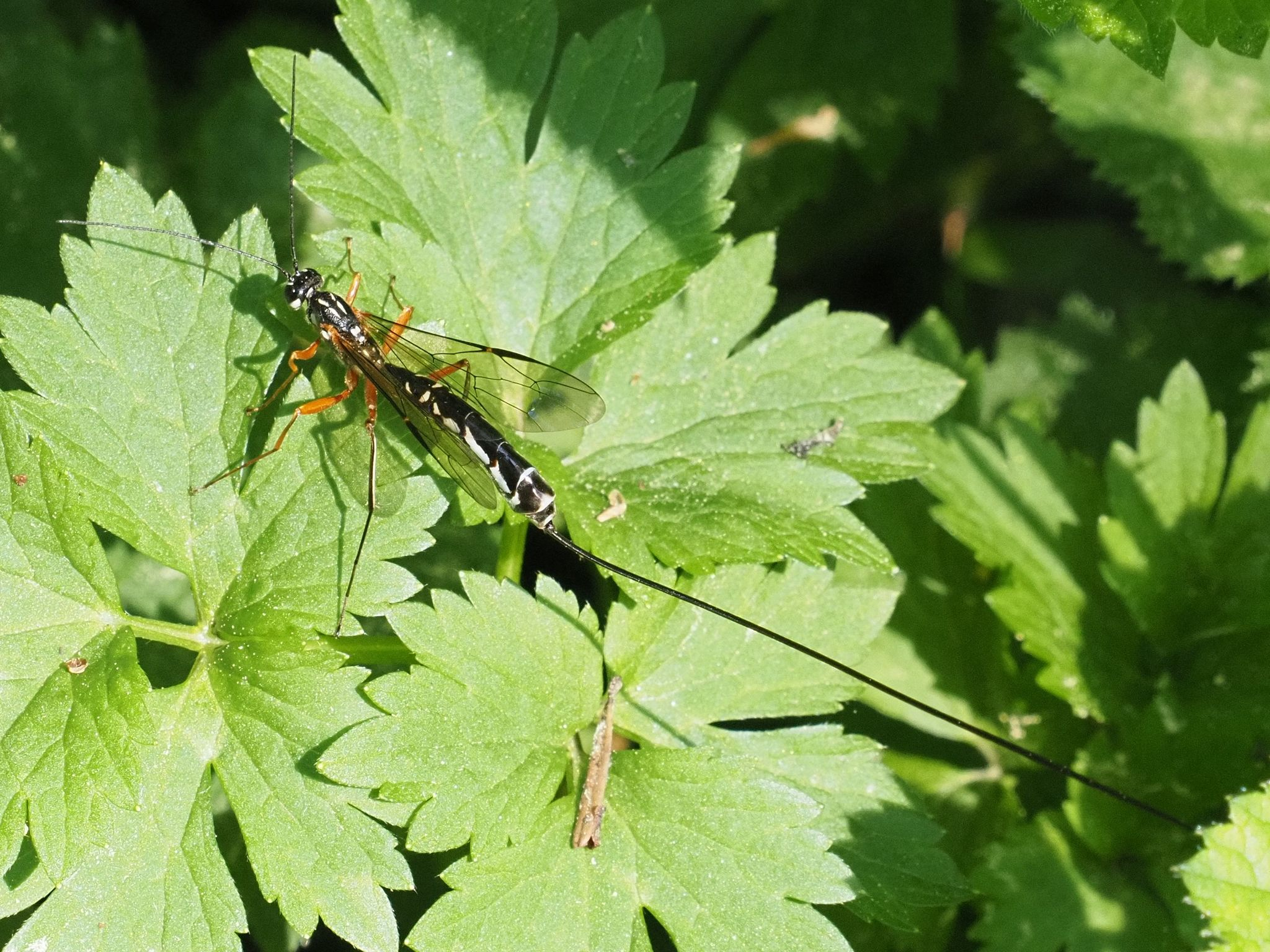
Megarhyssa rixator ♀
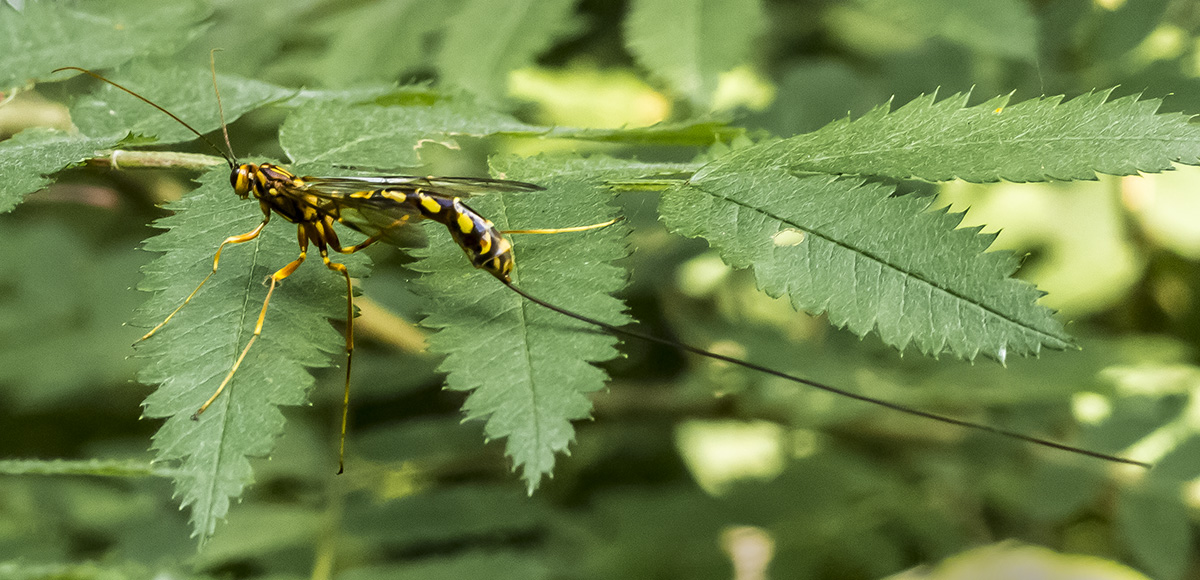
Megarhyssa superba ♀
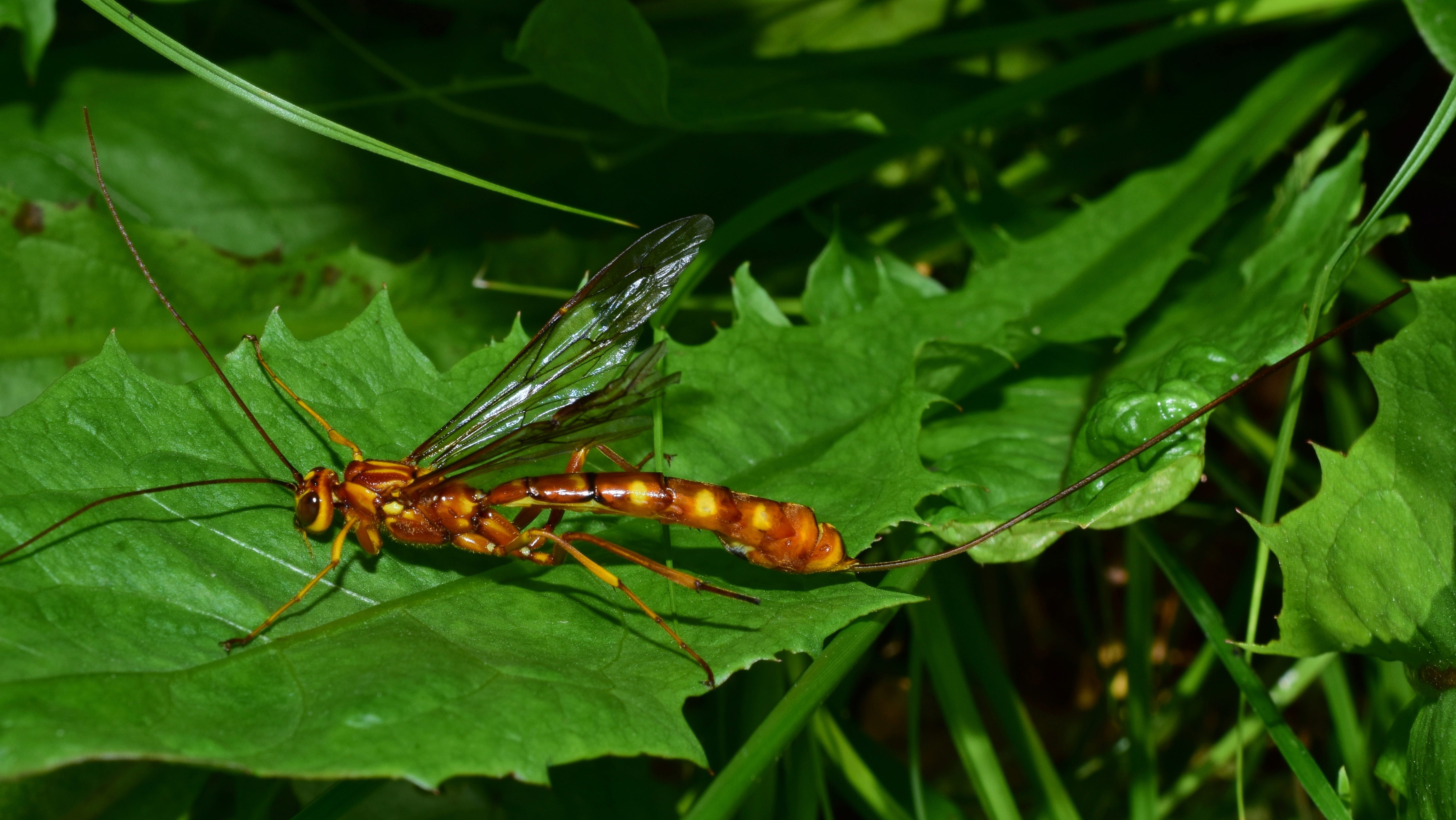
Megarhyssa vagatoria ♀